# 士林泝洄
士林泝洄（しりんそかい）は、尾張藩士の系譜を集めた系図資料。延享4年（1747年）、ときの書物奉行松平秀雲（君山）らによって完成した。その内容は、藩初から中期に至る諸士の家格・家紋・家系・履歴などが整然と記載され、中途で途絶した家も、ほとんど、もれなく収められている。
尾張家臣団は、藩祖徳川義直の兄、松平忠吉（清洲城主・慶長12年（1607年）没）の遺臣を引き継ぎ、さらに、家康の特命による御付属衆や駿河衆、大坂の陣以後の新参衆をまじえるなど、複雑な構造を示しているが、本書は、よくそれらを整理・統合し、近世封建組織の一端を解明する資料の一つとなっている。